# Piotrowice Małe (Basse-Silésie)
Piotrowice Małe est une localité polonaise de la gmina de Jemielno, située dans le powiat de Góra en voïvodie de Basse-Silésie.